# Elena Gianini Belotti
Elena Gianini Belotti (Roma, 2 de diciembre de 1929-Roma, 24 de diciembre de 2022) fue una escritora, profesora y activista de género italiana.

## Biografía
Nació en Roma el 2 de diciembre de 1929, trabajó primero en el campo de la puericultura. En 1960 se convirtió en directora del Centro Nascita Montessorii, que dirigió hasta 1980. En 1973, publicó el libro Dalla parte delle bambine en La Feltrinelli, que cubría el condicionamiento temprano de las mujeres. En 1980, publicó Prima le donne ei bambini en Rizzoli, nuevamente sobre el tema del condicionamiento de género.
En Pimpì oselì, describió la vida de los niños en Bérgamo y Roma en la Italia fascista, enfatizando la dureza de la pobreza y la separación de género. En 2003, escribió la novela Prima della quiete, en la que contó trágicamente la historia de Italia Donati. En 2007, Loredana Lipperini publicó Ancora dalla parte delle bambine, una actualización de los temas del condicionamiento de las mujeres abordados por Belotti treinta y cinco años antes.
Murió en Roma el 24 de diciembre de 2022 a los noventa y tres años.

## Premios
- Premio Nápoli (1985)[3]
- Rapallo Carige Prize (2001)
- Premio Grinzane Cavour (2004)[4]
- Gran Oficial de la Orden al Mérito de la República Italiana (2010)[5]

## Obras
- Dalla parte delle bambine. L'influenza dei condizionamenti sociali nella formazione del ruolo femminile nei primi anni di vita (1973)
- Che razza di ragazza (1979)
- Prima le donne ei bambini (1980)
- No di sola madre (1983)
- Il fiore dell'ibisco (1985)
- Amore e pregiudizio. Il tabù dell'età nei rapporti sentimentali (1988)
- Adagio un poco mosso (1993)
- Pimpì oselì (1995)
- Abril le porte all'alba (1999)
- Voli (2001)
- Prima della quiete. Historia de Italia Donati (2003)
- Pan amaro. Un immigrato italiano en América (2006)
- Cortocircuito (2008)
- El último nacimiento (2012)
- Onda pulmonar (2013)